# Helmuth Vetter
Helmuth Vetter (alemany: Hellmuth Vetter)  (Rastenberg, 21 de març de 1910 - presó de Landsberg, 2 de febrer de 1949) va ser un SS - Hauptsturmführer i un criminal de guerra nazi.
Llicenciat en medicina per la Universitat Johann Wolfgang Goethe el 1935, Vetter va ser metge al camp d'extermini d'Auschwitz, nomenat metge en cap pel Reichsführer-SS Heinrich Himmler. Es va unir a altres metges (com Hans König, Heinz Thilo i Fritz Klein) en la tasca d'escollir jueus emprables per operar les màquines industrials i enviar-ne d'altres a les cambres de gas. També va dur a terme experiments mèdics amb presoners, amb injeccions de fenol. Com a empleat pagat d'IG Farben, Vetter també infectava deliberadament presoners a Auschwitz, Dachau i Gusen per dur a terme experiments mèdics.
Després de la guerra, Vetter va ser declarat culpable de crims de guerra i condemnat a mort. Va ser penjat a la presó de Landsberg am Lech el 1949.